# Воркутинське повстання
Воркутинське повстання — відбулося 19 липня — 1 серпня 1953 у таборі «Річлаг» (в архів. документах — Особливо режимний табір № 6 МВС СРСР, Комі АРСР, РФ).

## Причини
Приводом стало опублікування Указу Президії ВР СРСР про амністію, дія якої на політичних в'язнів цього табору не поширювалася. «Річлаг» складався із 17 відділень, де перебувало 38 589 ув'язнених, зокрема 16 812 так званих «націоналістів»: 10 495 українських, 2 935 литовських, 1 521 естонських, 1 075 латвійських, 510 польських.
Після переведення до «Річлагу» політв'язнів із таборів «Камишлаг» і «Пєсчанлаг» у Воркуті поширилися відомості про вияви непокори у цих таборах: відмову виходити на роботу, страйки, сутички із табірною адміністрацією і кримінальними злочинцями. В'язні «Річлагу» вирішили підтримати цю ініціативу й розпочали підготовку до масових акцій протесту. Повстання виникало поступово, із низки страйків, що майже кожного дня спалахували у різних табірних відділеннях.

### Вимоги
17 липня на шахті «Капітальна» під час чергової відмови виходити на роботу в'язні побили десятника Єдинобика, який закликав припинити саботаж. Решта десятників спускатися у шахту відмовилися, внаслідок чого робочий день було зірвано. 19 липня 350 в'язнів, яких привезли зі «Степлагу», відмовилися вийти на роботу. Страйкарі заявили адміністрації про своє бажання провести переговори із прокурором і начальником управління концтаборів.
Прибулим у табірне відділення заступнику начальника «Річлагу» та начальнику відділу режиму й оперативної роботи в'язні повідомили, що із загальними питаннями хочуть звернутися до представника ЦК КПРС, а відтак вимагають його приїзду до концтабору. Учасники страйку організували свої штаби, завданням яких було стежити за діями агентури, оперативного складу й адміністрації табору, не виходячи на роботу. Представники різних націй створювали свої керівні штаби, зокрема в бараку № 42 розміщувався штаб українських націоналістів.
Власні штаби мали також литовці, латвійці й естонці. Осередок членів ОУН-УПА у таборі № 1 очолював П. Михайлик, до нього входили М. Бугера, М. Воргас, І. Ульмир, М. Мосієвич, М. Полтава, О. Мартинюк, Н. Дедерчук, П. Сом, В. Шмайко. У табірному відділенні № 2 діяв потужний повстанський штаб поляків на чолі з колишнім капітаном польської армії Кендзерським.

## Розвиток подій
21 липня у листівках в'язні висунули адміністрації вимоги:
- ліквідувати режимні особливі табори МВС,
- скасувати каторгу,
- максимально зменшити строки покарання за 58 статтею, а також висловили прохання до приїзду представника ЦК КПРС не переводити їх до інших місць та не змушувати працювати.

Цю заяву підтримало близько 150-ти в'язнів. 22 липня у табірному відділенні № 2 1.500 осіб відмовилися виходити на роботу до приїзду представника ЦК КПРС, а наступного дня кількість страйкарів у цьому відділенні зросла до 3-х тис. осіб. Телеграмою від 19 липня про ситуацію в «Річлагу» повідомили Міністра внутрішніх справ СРСР Круглова, який підписав наказ про встановлення для ув'язнених «Річлагу»:
- дев'ятигодинного робочого дня;
- зняття з їхнього одягу номерів (тобто повернення звертання до в'язнів за ім'ям і прізвищем);
- дозвіл писати один лист на місяць замість одного листа на рік;
- переводити зароблені гроші сім'ям, а також знімати з рахунку до 300 карбованців щомісяця;
- дозволив побачення з рідними.

24 липня з метою погасити страйк про це було повідомлено в усіх табірних відділеннях, однак українські націоналісти розгорнули широку пропаганду проти виходу на роботу і закликали боротися за звільнення та виконання усіх вимог страйкувальників. Завдяки агітації націоналістів ув'язнені табірних відділень № 2, 3, 16 відреагували на пільги негативно, і 8.700 осіб відмовилися виходити на роботу, внаслідок чого роботу шахт № 7, 12, 14, 16 і будівництво ТЕЦ-2 було припинено.
23 липня у бараках і загальних їдальнях в'язні провели мітинги. 26 липня у таборі № 10 було ізольовано 52-х в'язнів, які проходили за справами як активні учасники повстанських організацій, а всі колючо-ріжучі предмети та бензин вивезені за межі зони. У відповідь на ці каральні заходи ув'язнені табірного відділення № 3 здійснили напад на штрафний ізолятор і звільнили 77 активних учасників повстання. Під час операції охорона застосувала зброю, внаслідок чого двоє в'язнів загинуло і двоє дістали поранення.
27 липня біля штабу управління табірного керівництва зібралося 1000—1500 ув'язнених, від імені яких поляк Едвард Буца висунув вимоги:
- звільнити й повернути до табірного відділення вивезених на етап 52-х ув'язнених або віддати їхні трупи;
- повернути в'язнів, залишених адміністрацією у шахті;
- не вивозити із табору продукти і видавати їх згідно з установленою нормою;
- не допускати приходу в зону оперативного складу;
- викликати на переговори представника ЦК КПРС.

### Розширення повстання
Зранку 28 липня до повсталих приєдналися в'язні табірного відділення № 13 (шахта № 30), внаслідок чого 29 липня не вийшли на роботу близько 12-ти тисяч в'язнів табірних відділень № 2, 3, 10, 13 і 16. Керівництво повстанням здійснював конспіративний центр, до складу якого входили переважно українські та балтійські націоналісти. Серед українців до найактивніших учасників повстання належали Ю. Левандо, Ф. Волков, члени ОУН–УПА С. Колесников, В. Григорчук, Й. Ріпецький, В. Заяць, П. Собчишин, В. Малюшенко. Також активним учасником повстання був поляк Е. Буца.
Оскільки ізоляція повстанців-активістів виявилась безрезультатною, адміністрація погодилась із вимогою про зустріч із представником ЦК КПРС. 29 липня до табору прибула комісія на чолі із заступником міністра МВС СРСР Масленниковим. Під час зустрічі з ув'язненими члени комісії закликали їх вийти на роботу і нагадали про пільги, оголошені 24 липня, проте в'язні відповіли відмовою.

## Придушення

### План дій
Комісія МВС СРСР розробила план придушення повстання у найактивніших табірних відділеннях: у відділ. № 2 проведення операції було призначено на 31 липня, у відділенні № 10 — на 1 серпня 1953. План ліквідації повстання у табір. відділ. № 10, де страйкувало 2860 в'язнів і перебувало найбільше членів ОУН(б), розроблявся у трьох варіантах на випадок непередбачених обставин.
31 липня 1953 через трансляційну мережу місцевого радіо у табірному відділенні № 2 прозвучала вимога негайно припинити повстання та вийти із зони через центральний вихід. В'язні опинились у посиленому оточенні озброєної охорони, тому не змогли вчинити опору, і групами по 100 осіб були виведені за межі зони. Керівників повстання заарештували, а найактивніших учасників — ізолювали від інших в'язнів.

### Розстріли
1 серпня почалася операція з ліквідації повстання у найстійкішому табірному відділенні № 10. Генпрокурор СРСР Руденко, який приїхав до табору, щоб ознайомитися із подіями на місці, перед строєм ув'язнених шахти № 29 особисто застрелив одного з організаторів — поляка Ігнатовича, після чого охорона почала розстрілювати людей. У ході збройної сутички ув'язнені намагались пробитися за межі зони, однак біля прохідних воріт офіцерський склад і озброєна охорона вступили у бій із повстанцями.
Унаслідок цих подій загинули 53 особи (з них 30 українців), 138 дістали поранення. За неофіційними підрахунками, кількість жертв сягнула 130 загиблих та 300—400 поранених. Після закінчення операції у табірному відділенні № 10 було заарештовано 11 осіб, 40 — засуджено на каторгу, 206 — вивезено за межі зони. Загалом під час цих двох операцій як активних учасників повстання ізолювали 1122 в'язнів, з них 15 заарештували відразу, а 14 — дещо пізніше, 250 осіб оформили для подальшого перебування в тюрмах особливого режиму терміном на один рік. Убитих поховали у районі терикону шахти № 29. На місці поховання 1 серпня 1995 відкрито пам'ятний знак.
Після розправи із повстанцями у табірних відділеннях № 2 і 10, у відділеннях № 3, 4, 13, 16 оперативно-військові операції не проводились. Там в'язням зачитали наказ № 105 від 30 липня 1953-го, згідно з яким дозволялося цілодобово тримати бараки відкритими, зняти з вікон ґрати, на ув'язнених «Річлагу» поширили заліки робочих днів. Крім того, їм пообіцяли переглянути всі скарги і заяви комісії МВС. З огляду на ці обіцянки та гіркий досвід боротьби у відділеннях № 2 і 10, в'язні вийшли на роботу. До цього спонукала також інформація про масові розстріли повстанців, що надходила з інших таборів.
Діяльність конспіративного націоналістичного центру організації національно-визвольних змагань у радянських концтаборах тривала. Згодом ці збори стали ґрунтом для нового повстання, що відбулось у травні-червні 1954-го у Кенгірі.

## Загиблі та засуджені

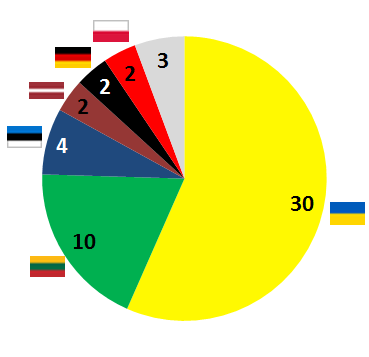
Кількість і національність загиблих у повстанні (офіційні дані СРСР)

За даними МВС СРСР вбито 53 ув'язнених. Серед них 30 українців, 10 литовців, 4 естонці, а також латвійці, німці, поляки (по 2 вбитих), австрієць, білорус і росіянин. За свідченнями очевидців, кількість жертв у архівних документах МВС була значно занижена.

### Результати
- За наказом комісії МВС 300 страйкарів було розстріляно на шахті «Капітальна»;
- на шахті № 29 спочатку стратили 40 в'язнів за відмову виходити на роботу, а згодом, за наказом начальника управління «Річлагу», розстріляли ще 82 особи;
- з робітників шахти № 7 відібрали 150 в'язнів і вивезли у невідомому напрямку. Ті організатори повстання, які вціліли, були заарештовані і 25 грудня 1953 засуджені на нові строки.